# Catharina Deuerling
Catharina Kettner (geb. Deuerling) (* 30. August 1617 in Leipzig; † 20. November 1686 in Chemnitz) war eine deutsche Schriftstellerin. Sie schrieb vor allem geistliche und tröstende Schriften.

## Leben
Catharina Kettner wurde am 30. August 1617 in Leipzig unter dem Namen Catharina Deuerling geboren. Ihr Vater war Friedrich Deuerling, ein Steuereinnehmer, und ihre Mutter hieß Kunigunda (geb. Arnoldin). Catharina Kettner wurde getauft und ihre Eltern zogen sie christlich auf, jedoch starben diese schon früh und sie wurde somit mit neun Jahren ein Waisenkind. Sie wurde dann von einem Vormund erzogen. Sie hatte ein sehr gottgläubiges Leben geführt.
Sie heiratete Hermann Kettner, der in Stolberg als Pastor tätig war. 1634 erfolgte die Verlobung von Catharina Deuerling und Hermann Kettner. Da zu dieser Zeit die Schweden in das Land einfielen, wollte er seine Verlobte bei sich in Chemnitz in Sicherheit wissen. Den Ehebund fürs Leben schlossen sie am 16. Februar 1635. Zusammen verbrachten sie eine friedliche und liebenswürdige vierzigjährige Ehe. Mit ihm zusammen hatte sie einen Sohn Friedrich Kettner, der ebenfalls wie sein Vater Pastor in Leipzig war. Insgesamt hatte Catharina Kettner 11 Kinder, davon waren vier Söhne, die jedoch totgeboren wurden. Die anderen Kinder waren drei Töchter und weitere vier Söhne. Die Tochter, Elisabeth Engelmann (geb. Kettner), war die einzige Tochter, welche den Tod der Mutter überlebt hat. Friedrich Kettner war allerdings ihr liebster Sohn, weshalb sein Tod sie schwer traf.
In ihrem Leben litt sie häufig unter Krankheiten und Beschwerden. Kurz vor ihrem Tod lag sie wegen Schwäche im Bett. Sie erreichte das Alter von 69 Jahren und verstarb am 20. November 1686 in der Stadt Chemnitz. In ihrem Leben schrieb sie mehrere Schriften, davon waren die meisten christlich und spendeten Trost sowie Ermunterung.

## Werke
Ältere Lexika wie Corvinus verweisen auf einige Schriften, die sie niedergeschrieben hatte. Als Beispiele sind hier zu nennen, Christliche Grossmüthigkeit im Trauren einer betrübten Mutter über den frühzeitigen Tod ihrer lieben Kinder und Vom ewigen Leben, aus dem Spiegel des ewigen Lebens Herrn D. Philippi Nicolai sowie Flucht des Zeitlichen und Zuflucht zum Ewigen. Diese Schriften sind im heutigen Zeitalter nicht zu ermitteln.
Der Pfarrer Philipp Nicolai schrieb das Originalwerk Freudenspiegel dess ewigen Lebens. Dieses Werk handelt von geistlichen Dichtungen und christlichem Glauben. Zudem sind einige kirchliche Lieder darin zu finden.